# Клобучак
Клобучак је насељено место у саставу града Сиска, Република Хрватска.

## Становништво
| Националност       | 1991.       |
| Срби               | 69 (57,50%) |
| Хрвати             | 19 (15,83%) |
| Југословени        | 12 (10,00%) |
| остали и непознато | 20 (16,66%) |
| Укупно             | 120         |